# 新丹尼利夫卡 (波洛希區)
47°31′35″N 35°49′0″E / 47.52639°N 35.81667°E
新丹尼利夫卡（烏克蘭語：Новоданилівка）是位於烏克蘭東南部的村莊，由扎波羅熱州波洛希區的奧里希夫市鎮負責管轄。該村始建於1879年，面積3.63平方公里，海拔高度55米，2001年人口1,006，人口密度每平方公里277.1人。